# Piktonen

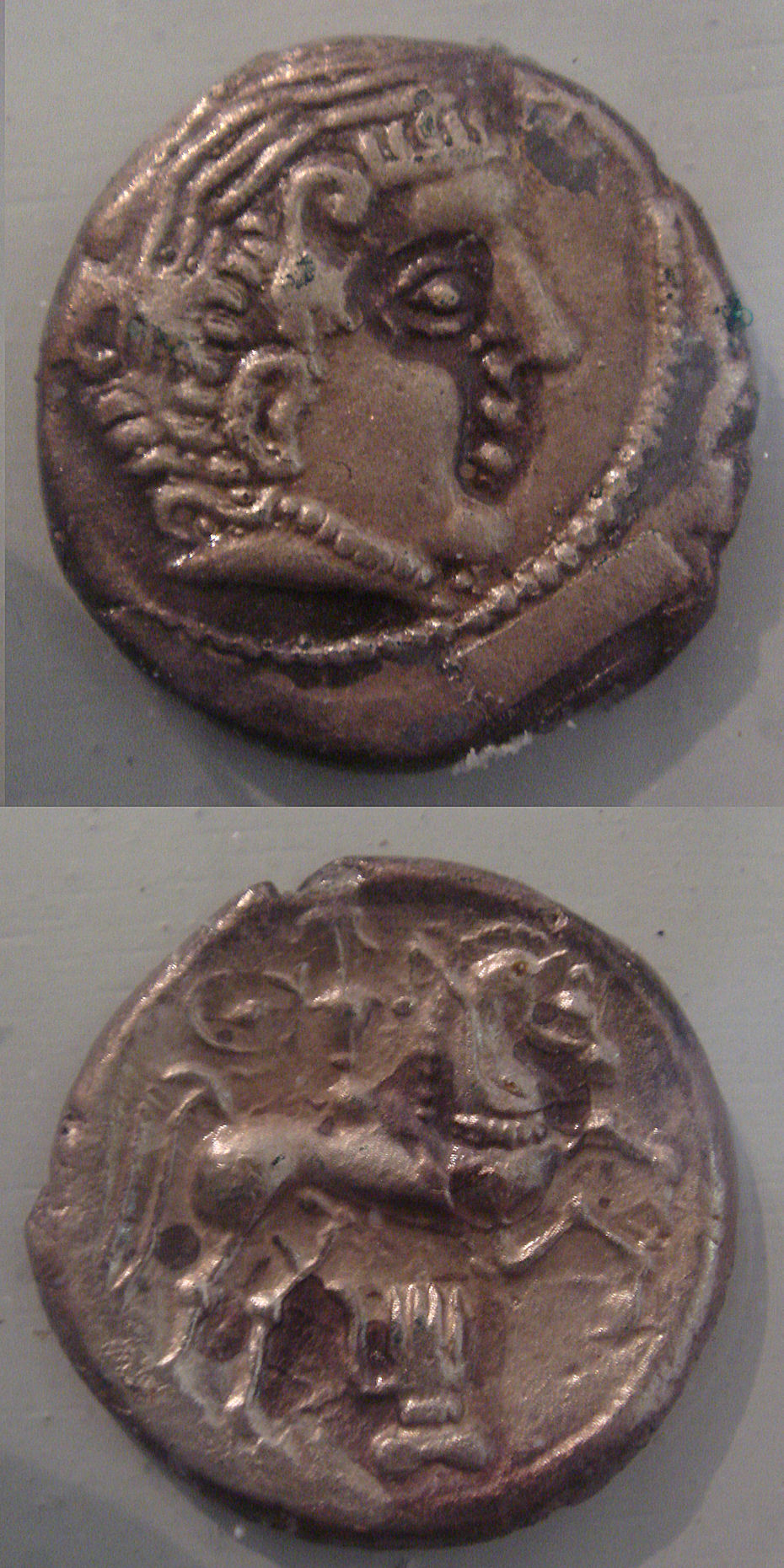
Piktonische Münze aus dem 1. Jahrhundert v. Chr.

Die Piktonen (lateinisch Pictones, später auch Pictavi genannt) waren ein keltischer Stamm in Gallien. Ihr Siedlungsgebiet lag südlich der unteren Loire. Ihr Hauptort war Lemonum oder Limonum, das heutige Poitiers, das seinen Namen von den Piktonen herleitet (in der Römerzeit auf Pictavium umbenannt). Nach der Geographike Hyphegesis (Buch 2, Kapitel 7) des Ptolemäus hieß eine zweite Stadt in ihrem Gebiet Ratiatum (heute Rezé). Ihre nordwestlichen Nachbarn waren die Namneten, ihre östlichen die Biturigen, ihre südöstlichen die Lemoviken und ihre südwestlichen die Santonen.

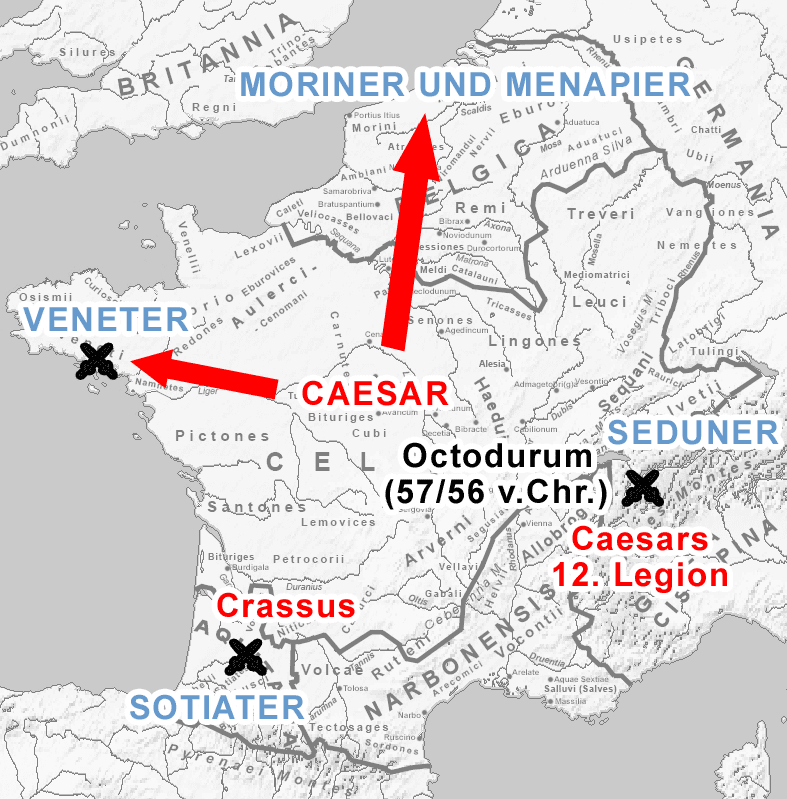
Feldzüge Caesars 57–56 v. Chr. – Piktonen in der Bildmitte links

Im Jahre 56 v. Chr. befahl Caesar den Piktonen und Santonen, ihm Schiffe für einen Kriegszug gegen die Veneter und ihre Verbündeten zur Verfügung zu stellen. Der Arvernerfürst Vercingetorix konnte 52 v. Chr. auch die Piktonen zur Teilnahme am gesamtgallischen Krieg bewegen. Für das Entsatzheer von Alesia stellten sie eine Streitmacht von 8000 Kriegern. Ab dem Jahr 51 v. Chr. schlugen sie sich auf die Seite der Römer. Duratius, ein Anführer der Piktonen, wurde in diesem Jahr wegen seiner Romtreue vom Führer der Andecaven, Dumnacus, in Lemonum belagert, aber durch Caesars Legaten Gaius Caninius Rebilus und Gaius Fabius befreit. Seit Augustus gehörten die Piktonen zur Provinz Gallia Aquitania.
Die piktonische Münzprägung war stark beeinflusst von mediterranen Vorbildern. So ist ein Nymphenkopf, wie er von Münzen aus Emporiae (Empúries) und Rhoda (Roses) in Katalonien bekannt ist, in barbarisierter Version auf ihren Münzen erkennbar.
Bedeutende Wirtschaftszweige der Piktonen waren der Fischfang und der Schiffbau. Der Boden ihres Territoriums eignete sich für Öl- und Weinbau. Das Christentum hielt früh in ihrem Gebiet Einzug; der Kirchenlehrer und Bischof Hilarius von Poitiers starb 367.
Bei Avanton (Kanton Neuville-de-Poitou) im ehemaligen Siedlungsgebiet der Piktonen wurde 1844 bei Feldarbeiten der Goldblechkegel von Avanton aus der Bronzezeit gefunden.